# Karabin maszynowy Browning M1919

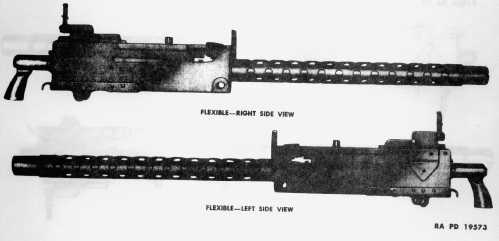
Ckm Browning M1919A4

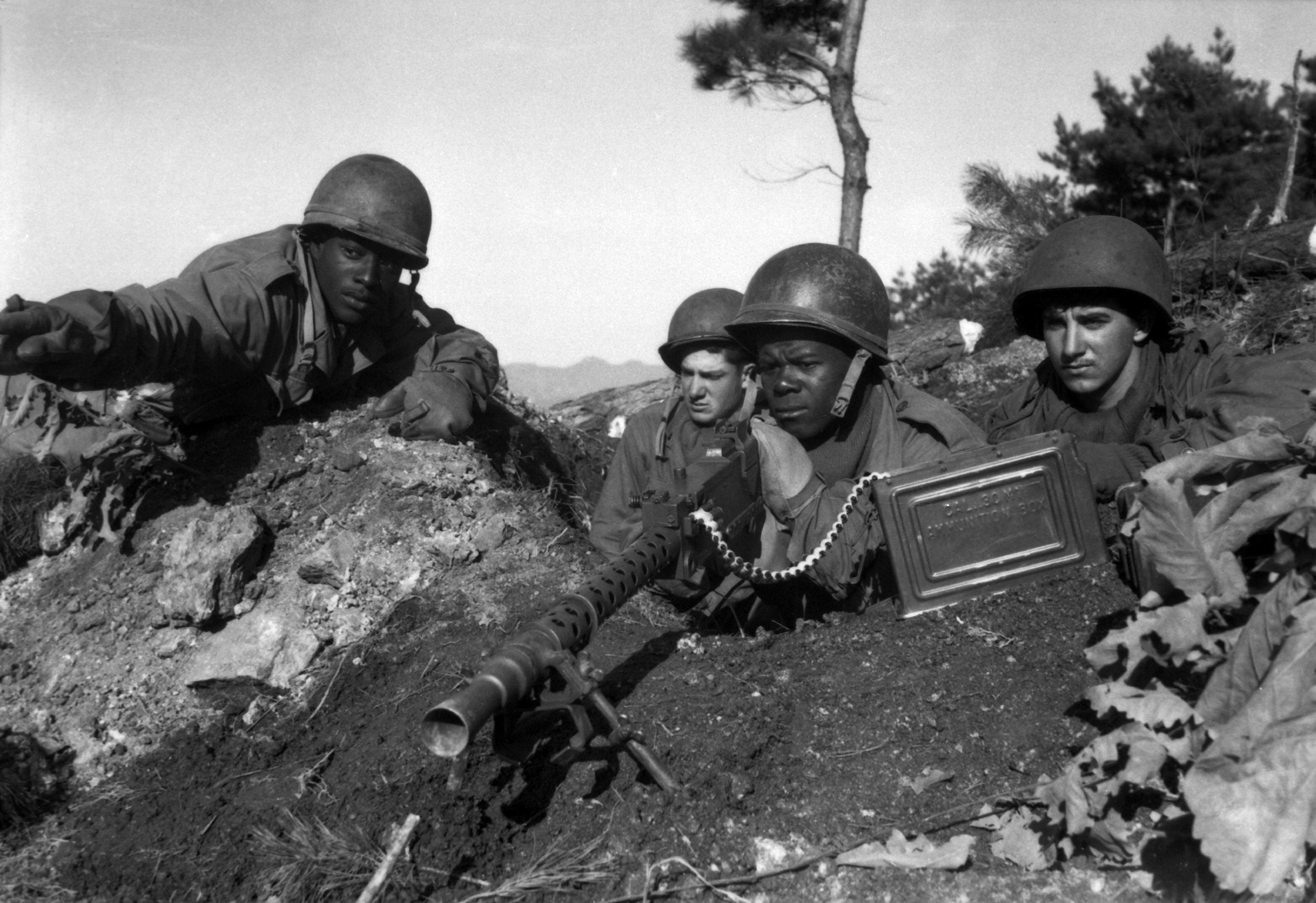
Amerykańscy żołnierze z lkm-em Browning M1919A6 podczas wojny koreańskiej

Browning M1919 – amerykański ciężki (wersja A4) i lekki (wersja A6) karabin maszynowy.

## Historia konstrukcji
John Moses Browning rozpoczął prace nad nowym karabinem maszynowym w roku 1916. Jego konstrukcja była znacznie prostsza, niż najbardziej rozpowszechnionego ckm-u tamtych czasów Maxima. Prototyp nowego karabinu był gotów na początku 1917. Karabin, przyjęty do uzbrojenia jako Browning M1917, był typowym ckm-em tego okresu. Chłodzony wodą, strzelał z podstawy trójnożnej. Pomimo wyprodukowania przed zakończeniem I wojny światowej prawie 60 tysięcy tych karabinów maszynowych, 1200 egzemplarzy, które dotarły do Francji, nie odegrały większej roli w walkach. W okresie międzywojennym karabin maszynowy Browning M1917 stał się wzorem dla polskiego ckm wzór 30.
Po opracowaniu karabinu maszynowego M1917 konstruktor przystosował go dla potrzeb lotnictwa. Nowy karabin miał lufę chłodzoną powietrzem i stał się podstawą do opracowania kolejnej konstrukcji. Ciężki karabin maszynowy Browning M1919 miał również lufę chłodzoną powietrzem, ale była ona znacznie cięższa, niż lufa karabinu stosowanego w lotnictwie. Nowy ckm był początkowo produkowany w niewielkich ilościach, głównie na eksport, ponieważ potrzeby armii amerykańskiej zaspokajały ckm-y wyprodukowane podczas I wojny światowej.
Ciężkie karabiny maszynowe M1919A4 były podstawową ciężką bronią maszynową armii amerykańskiej. Stosowano je jako broń piechoty (na podstawie trójnożnej M2), a także były montowane na wielu typach pojazdów wojskowych (w jarzmach kulistych czołgów, na zewnętrznych uchwytach w innych pojazdach, często jako broń przeciwlotniczą). Piechota początkowo używała ckm M1917A1, jednak od 1943 coraz częściej zastępowała go lżejszym i dzięki temu łatwiejszym do przenoszenia ckm-em M1919A4. Wprowadzony do uzbrojenia lkm Browning M1919A6 (wyposażony w dwójnóg i kolbę) nie zdobył uznania i był używany w niewielkich ilościach.
M1919 był bronią celną i niezawodną, ale już w trakcie II wojny światowej postanowiono zastąpić ją nową konstrukcją, bardziej pasującą do coraz bardziej dynamicznego pola walki. W praktyce jeszcze w trakcie wojny koreańskiej karabin ten był szeroko stosowany. Zastąpił go dopiero uniwersalny karabin maszynowy M60 w latach 60. Jako uzbrojenie czołgów były używane nawet do początku lat 80. XX wieku.

## Wersje

### Amerykańskie
- M1919
- M1919A1
- M1919A2
- M1919A3
- M1919A4 – posiada dodatkowy chwyt do przenoszenia broni oraz trójnożną podstawę M 2 o masie 6,35 kg. Celownik wspornikowy, przeziernikowy
- M1919A4E1
- M1919A5
- M1919A6 – posiada lżejszą szybkowymienną lufę ze stożkowym tłumikiem płomienia, dwójnóg  mocowany do wylotu lufy, uchwyt do przenoszenia broni, drewnianą kolbę z charakterystycznym wycięciem na ramię strzelca oraz zmieniony kształt zamka.

### Inne
- brytyjski lotniczy karabin maszynowy kalibru 7,7 mm (.303) produkowany przez BSA od 1935 roku[1]
- karabin maszynowy wz. 30 – polska bezlicencyjna kopia kalibru 7,92 mm.

## Opis konstrukcji
Ciężki karabin maszynowy Browning M1919A4 był zespołową bronią samoczynną. Zasada działania była oparta na krótkim odrzucie lufy i ryglowaniu ryglem wahliwym. Strzelanie tylko ogniem ciągłym. Zasilanie taśmowe (taśma parciana, podczas wojny koreańskiej stosowano taśmę metalową, jednak prowadziło to do szybszego zużycia mechanizmów karabinu). Lufa niewymienna, ciężka, chłodzona powietrzem w walcowej, perforowanej osłonie zakończonej odrzutnikiem. Broń strzelała z podstawy trójnożnej.